# Knut Petersson
Se även: Knut Perno (ursprungligen Peterson, arkitekt, 1873-1939)
Knut Zakarias Petersson (i riksdagen kallad Petersson i Göteborg), född 12 december 1892 i Söderåkra, död 30 augusti 1985 i Göteborg, var en svensk publicist och politiker (folkpartist). Han var son till statsrådet Alfred Petersson i Påboda, svärson till generaldirektören och riksdagsmannen Julius Juhlin.

## Biografi
Knut Petersson blev filosofie doktor vid Uppsala universitet 1920 på en avhandling om utskottsväsendet i engelska underhuset. År 1916 blev han medarbetare i Göteborgs Handels- och Sjöfartstidning och förblev detta i nästan obruten följd till 1957. Han var tidningens korrespondent i London 1919-1921 och 1922-1923, andreredaktör 1923-1945 och huvudredaktör och ansvarige utgivare 1945-1957. Åren 1942-1944 var han ordförande i Publicistklubben.
Han var riksdagsledamot i första kammaren från 1935 till den 2 maj 1945 för Göteborgs stads valkrets. I riksdagen var han bland annat suppleant i första lagutskottet 1940-1945. Han engagerade sig bland annat i frågor kring offentlighetsprincipen och följderna av 1940 års lag om särskilda tvångsmedel i krig eller krigsfara.
Han var styrelseledamot i Samfundet Nordens Frihet 1940-1944. Utnämndes 1946 till kommendör av Sankt Olavs Orden "for særlig fremragende fortjenester av Norges sak under krigen".